# Gran Premio d'Australia 1992
Il Gran Premio d'Australia 1992 si è svolto domenica 8 novembre 1992 sul Circuito di Adelaide. La gara è stata vinta da Gerhard Berger su McLaren seguito dalle due Benetton di Michael Schumacher e Martin Brundle. Questo gran premio segna l'ultima apparizione in F1 per Stefano Modena, Olivier Grouillard, Jan Lammers, e Maurício Gugelmin. Anche Nigel Mansell ha annunciato il suo ritiro dalla F1, salvo poi ritornare tra le ultime gare della stagione 1994 e alcune gare della stagione 1995.

## Qualifiche
Mansell ottiene l'ennesima pole position, la quattordicesima nella stagione; alle sue spalle si piazzano Senna, Patrese, Berger, Schumacher, Alesi, De Cesaris, Brundle, Comas e Häkkinen.

### Classifica
| Pos | No | Pilota               | Costruttore                     | Tempo    | Distacco |
| --- | -- | -------------------- | ------------------------------- | -------- | -------- |
| 1   | 5  | Nigel Mansell        | Williams - Renault              | 1:13.732 |          |
| 2   | 1  | Ayrton Senna         | McLaren - Honda                 | 1:14.202 | +0.470   |
| 3   | 6  | Riccardo Patrese     | Williams - Renault              | 1:14.370 | +0.638   |
| 4   | 2  | Gerhard Berger       | McLaren - Honda                 | 1:15.114 | +1.382   |
| 5   | 19 | Michael Schumacher   | Benetton - Ford                 | 1:15.210 | +1.478   |
| 6   | 27 | Jean Alesi           | Ferrari                         | 1:16.091 | +2.359   |
| 7   | 4  | Andrea De Cesaris    | Tyrrell - Ilmor                 | 1:16.440 | +2.778   |
| 8   | 20 | Martin Brundle       | Benetton - Ford                 | 1:16.562 | +2.830   |
| 9   | 26 | Érik Comas           | Ligier - Renault                | 1:16.727 | +2.995   |
| 10  | 11 | Mika Häkkinen        | Lotus - Ford                    | 1:16.863 | +3.131   |
| 11  | 9  | Michele Alboreto     | Footwork - Mugen-Honda          | 1:16.937 | +3.205   |
| 12  | 12 | Johnny Herbert       | Lotus - Ford                    | 1:16.944 | +3.212   |
| 13  | 3  | Olivier Grouillard   | Tyrrell - Ilmor                 | 1:17.037 | +3.305   |
| 14  | 22 | Pierluigi Martini    | Scuderia Italia - Ferrari       | 1:17.047 | +3.315   |
| 15  | 32 | Stefano Modena       | Jordan - Yamaha                 | 1:17.231 | +3.499   |
| 16  | 24 | Gianni Morbidelli    | Minardi - Lamborghini           | 1:17.333 | +3.601   |
| 17  | 23 | Christian Fittipaldi | Minardi - Lamborghini           | 1:17.367 | +3.635   |
| 18  | 10 | Aguri Suzuki         | Footwork - Mugen-Honda          | 1:17.409 | +3.677   |
| 19  | 28 | Nicola Larini        | Ferrari                         | 1:17.465 | +3.733   |
| 20  | 33 | Maurício Gugelmin    | Jordan - Yamaha                 | 1:17.805 | +4.073   |
| 21  | 29 | Bertrand Gachot      | Venturi Larrousse - Lamborghini | 1:17.808 | +4.076   |
| 22  | 25 | Thierry Boutsen      | Ligier - Renault                | 1:17.957 | +4.225   |
| 23  | 17 | Emanuele Naspetti    | March - Ilmor                   | 1:18.138 | +4.406   |
| 24  | 21 | Jyrki Järvilehto     | Scuderia Italia - Ferrari       | 1:18.565 | +4.833   |
| 25  | 16 | Jan Lammers          | March - Ilmor                   | 1:18.843 | +5.111   |
| 26  | 30 | Ukyo Katayama        | Venturi Larrousse - Lamborghini | 1:18.862 | +5.130   |

## Gara
Al via i piloti di testa mantengono le proprie posizioni, mentre una collisione a centro gruppo elimina Martini, Alboreto e Grouillard. Mansell e Senna duellano per la prima posizione fino al 19º giro, quando il brasiliano tampona violentemente il rivale, costringendo entrambi al ritiro. Berger, Patrese e Schumacher si trovano dunque a lottare per le prime posizioni: l'italiano approfitta delle soste degli altri due per isolarsi al comando, ma è poi costretto al ritiro da problemi al motore. Berger conquista così la sua seconda vittoria stagionale davanti a Schumacher, Brundle, Alesi, Boutsen e Modena. 

### Classifica
| Pos      | N. | Pilota               | Costruttore/Motore              | Giri | Tempo/Ritiro                | Griglia | Punti |
| -------- | -- | -------------------- | ------------------------------- | ---- | --------------------------- | ------- | ----- |
| 1        | 2  | Gerhard Berger       | McLaren - Honda                 | 81   | 1:46'54.786                 | 4       | 10    |
| 2        | 19 | Michael Schumacher   | Benetton - Ford                 | 81   | +0.741                      | 5       | 6     |
| 3        | 20 | Martin Brundle       | Benetton - Ford                 | 81   | +54.156                     | 8       | 4     |
| 4        | 27 | Jean Alesi           | Ferrari                         | 80   | +1 giro                     | 6       | 3     |
| 5        | 25 | Thierry Boutsen      | Ligier - Renault                | 80   | +1 giro                     | 22      | 2     |
| 6        | 32 | Stefano Modena       | Jordan - Yamaha                 | 80   | +1 giro                     | 15      | 1     |
| 7        | 11 | Mika Häkkinen        | Lotus - Ford                    | 80   | +1 giro                     | 10      |       |
| 8        | 10 | Aguri Suzuki         | Footwork - Mugen-Honda          | 79   | +2 giri                     | 18      |       |
| 9        | 23 | Christian Fittipaldi | Minardi - Lamborghini           | 79   | +2 giri                     | 17      |       |
| 10       | 24 | Gianni Morbidelli    | Minardi - Lamborghini           | 79   | +2 giri                     | 16      |       |
| 11       | 28 | Nicola Larini        | Ferrari                         | 79   | +2 giri                     | 19      |       |
| 12       | 16 | Jan Lammers          | March - Ilmor                   | 78   | +3 giri                     | 25      |       |
| 13       | 12 | Johnny Herbert       | Lotus - Ford                    | 77   | +4 giri                     | 12      |       |
| Ritirato | 21 | Jyrki Järvilehto     | Scuderia Italia - Ferrari       | 70   | Cambio                      | 24      |       |
| Ritirato | 17 | Emanuele Naspetti    | March - Ilmor                   | 55   | Cambio                      | 23      |       |
| Ritirato | 29 | Bertrand Gachot      | Venturi Larrousse - Lamborghini | 51   | Alimentazione               | 21      |       |
| Ritirato | 6  | Riccardo Patrese     | Williams - Renault              | 50   | Motore                      | 3       |       |
| Ritirato | 30 | Ukyo Katayama        | Venturi Larrousse - Lamborghini | 35   | Differenziale               | 26      |       |
| Ritirato | 4  | Andrea De Cesaris    | Tyrrell - Ilmor                 | 29   | Motore                      | 7       |       |
| Ritirato | 5  | Nigel Mansell        | Williams - Renault              | 18   | Collisione con A.Senna      | 1       |       |
| Ritirato | 1  | Ayrton Senna         | McLaren - Honda                 | 18   | Collisione con N.Mansell    | 2       |       |
| Ritirato | 33 | Maurício Gugelmin    | Jordan - Yamaha                 | 7    | Testacoda                   | 20      |       |
| Ritirato | 26 | Érik Comas           | Ligier - Renault                | 4    | Motore                      | 9       |       |
| Ritirato | 9  | Michele Alboreto     | Footwork - Mugen-Honda          | 0    | Testacoda                   | 11      |       |
| Ritirato | 3  | Olivier Grouillard   | Tyrrell - Ilmor                 | 0    | Collisione con P.Martini    | 13      |       |
| Ritirato | 22 | Pierluigi Martini    | Scuderia Italia - Ferrari       | 0    | Collisione con O.Grouillard | 14      |       |

## Classifiche Mondiali

### Piloti
| Pos. | Pilota               | Punti |
| ---- | -------------------- | ----- |
| 1    | Nigel Mansell        | 108   |
| 2    | Riccardo Patrese     | 56    |
| 3    | Michael Schumacher   | 53    |
| 4    | Ayrton Senna         | 50    |
| 5    | Gerhard Berger       | 49    |
| 6    | Martin Brundle       | 38    |
| 7    | Jean Alesi           | 18    |
| 8    | Mika Häkkinen        | 11    |
| 9    | Andrea De Cesaris    | 8     |
| 10   | Michele Alboreto     | 6     |
| 11   | Érik Comas           | 4     |
| 12   | Karl Wendlinger      | 3     |
| 12   | Ivan Capelli         | 3     |
| 14   | Thierry Boutsen      | 2     |
| 14   | Johnny Herbert       | 2     |
| 14   | Pierluigi Martini    | 2     |
| 17   | Bertrand Gachot      | 1     |
| 17   | Christian Fittipaldi | 1     |
| 17   | Stefano Modena       | 1     |

### Costruttori
| Pos. | Team                            | Punti |
| ---- | ------------------------------- | ----- |
| 1    | Williams - Renault              | 164   |
| 2    | McLaren - Honda                 | 99    |
| 3    | Benetton - Ford                 | 91    |
| 4    | Ferrari                         | 21    |
| 5    | Lotus - Ford                    | 13    |
| 6    | Tyrrell - Ilmor                 | 8     |
| 7    | Footwork - Mugen-Honda          | 6     |
| 7    | Ligier - Renault                | 6     |
| 9    | March - Ilmor                   | 3     |
| 10   | Scuderia Italia - Ferrari       | 2     |
| 11   | Venturi Larrousse - Lamborghini | 1     |
| 11   | Minardi - Lamborghini           | 1     |
| 11   | Jordan - Yamaha                 | 1     |

## Fonti
- Teamdan.org, su silhouet.com. URL consultato il 10 luglio 2009.
- GpUpdate.com [collegamento interrotto], su f1.gpupdate.net. URL consultato il 10 luglio 2009.
- Grandprix.com. URL consultato il 10 luglio 2009.
- The Official Formula 1 Website, su formula1.com. URL consultato il 10 luglio 2009.